# エドモンド・レイトン
エドモンド・ブレア・レイトン（エドマンド・-とも、英: Edmund Blair Leighton、1852年9月21日 - 1922年9月1日）はイギリスの画家。ヴィクトリア朝特有の甘美な画風が特徴的で、中世の騎士をモチーフにした作品も多い。

## 略歴
ロンドンに生まれた。父親のチャールズ・ブレア・レイトン（Charles Blair Leighton:1823–1855)も画家であったが、エドモンド・レイトンが幼いうちに亡くなった。ユニバシティ・カレッジ・スクール（University College School）で学ぶが、15歳で退学し茶商人のもとで働いた。サウス・ケンジントン学校の夜間コースで絵を学び、ロンドンのヘザーズ美術学校で学んだ後、21歳で王立芸術院（ロイヤル・アカデミー・オブ・アーツ）に入学した。1878年から1920年まで、 王立芸術院の展覧会に出展を続けたが、ロイヤル・アカデミーの準会員や会員になることは無かった。
1885年に結婚し、一男一女が生まれ、息子のE. J. Blair Leightonも画家となった。

## 代表作

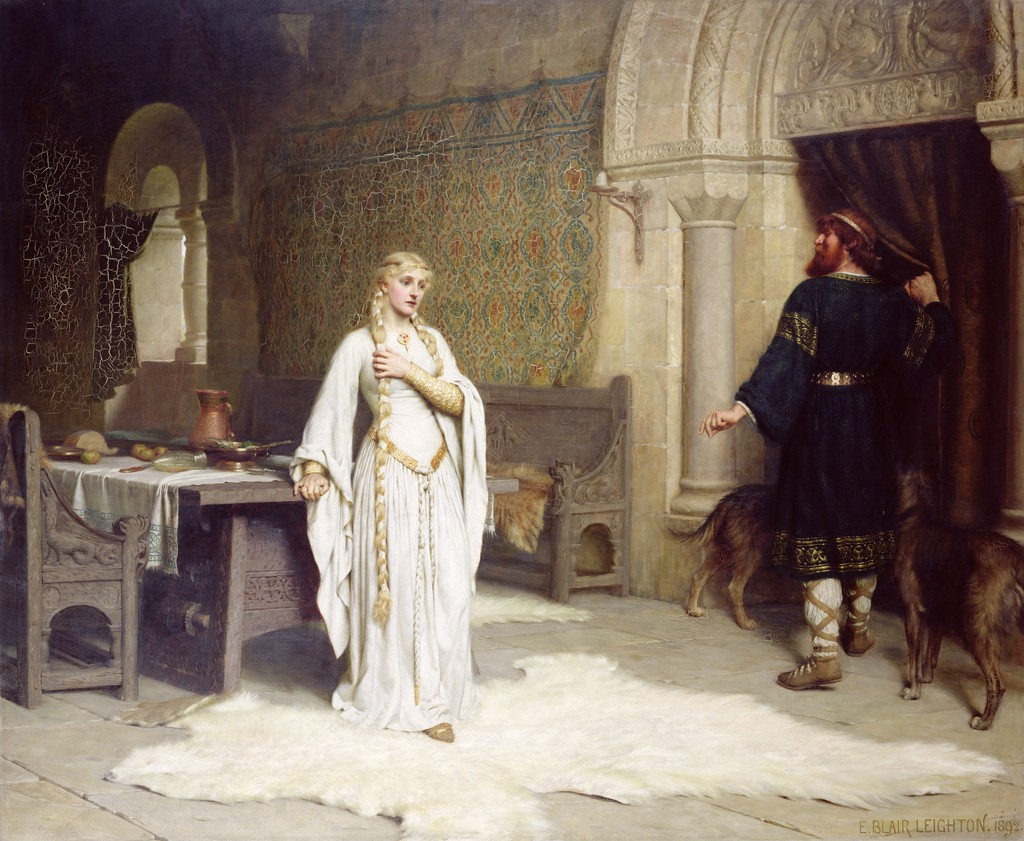
ゴダイヴァ夫人（1892年）
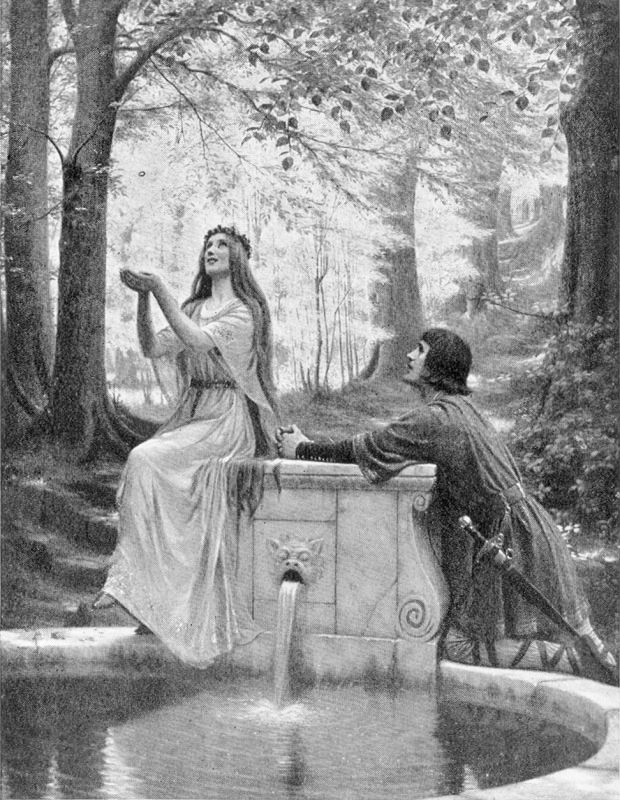
ペレアスとメリザンド（1892年）
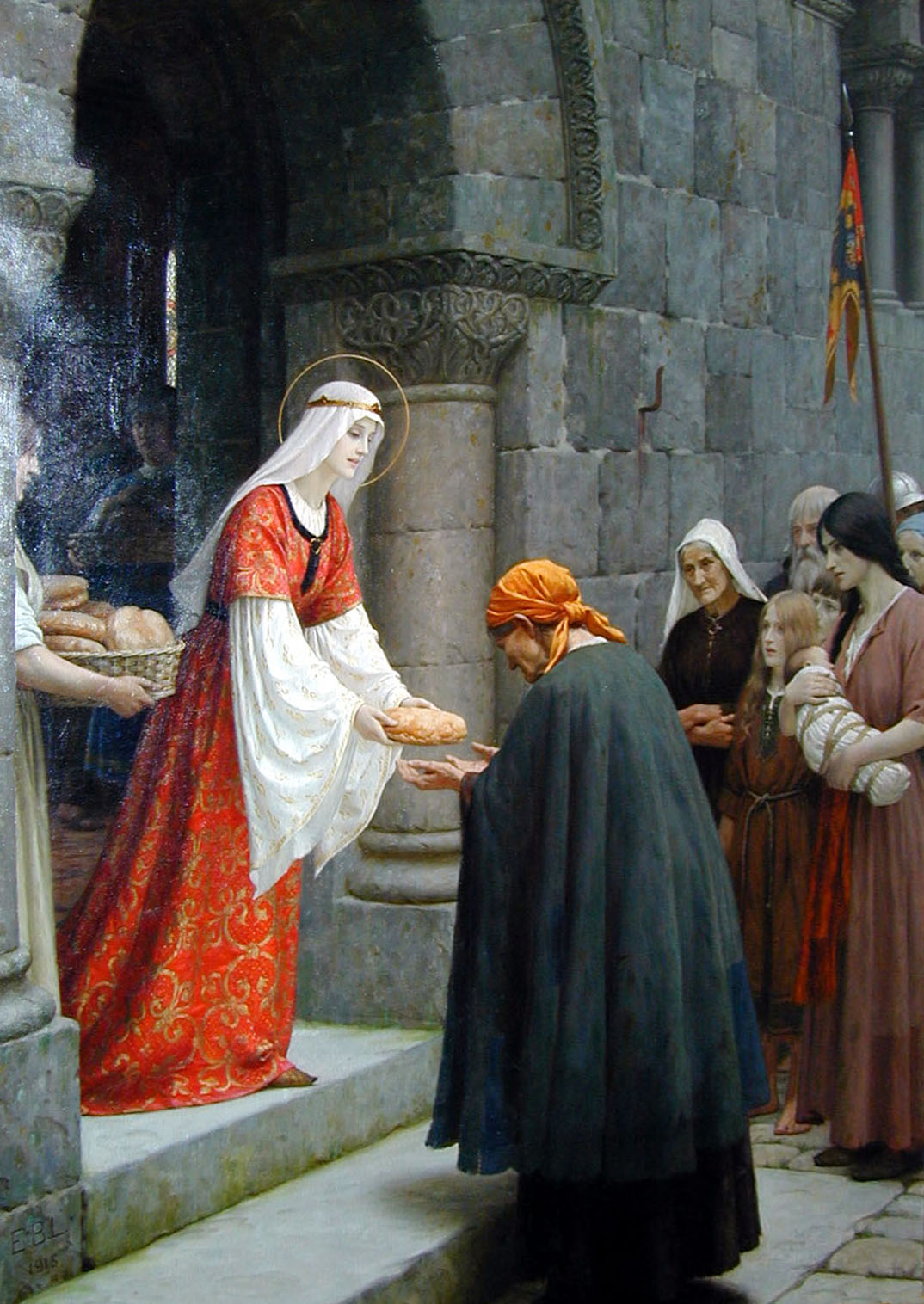
ハンガリーの聖エルジェーベト（1895年）
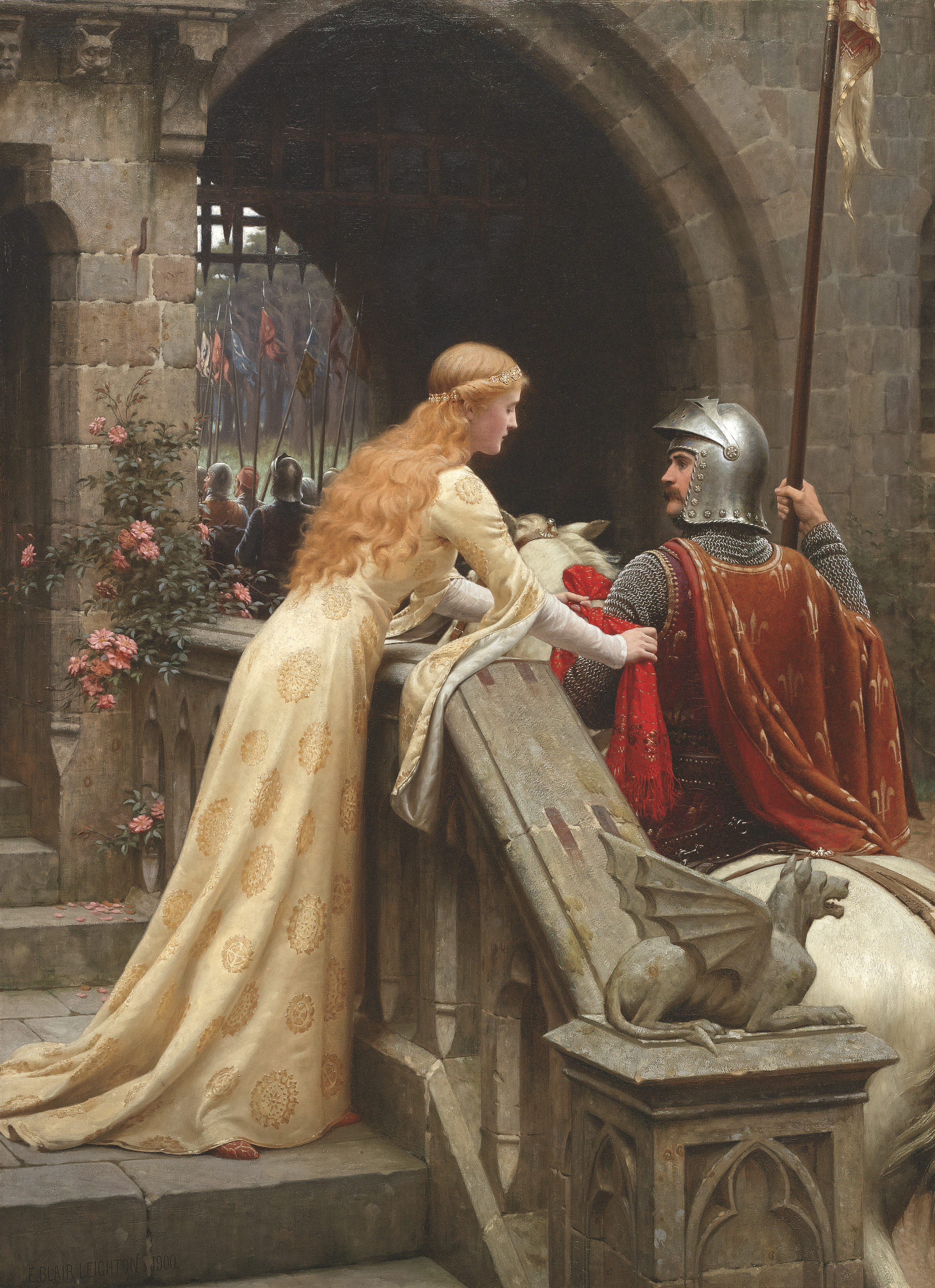
安全祈願（1900年）
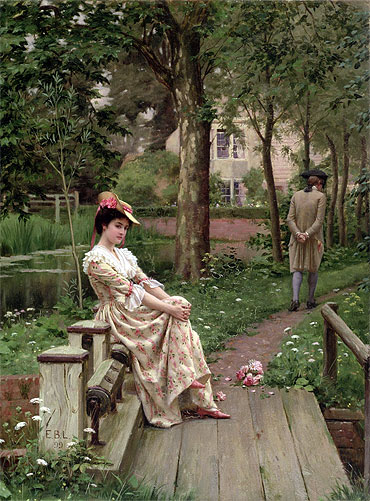
休日（1900年）
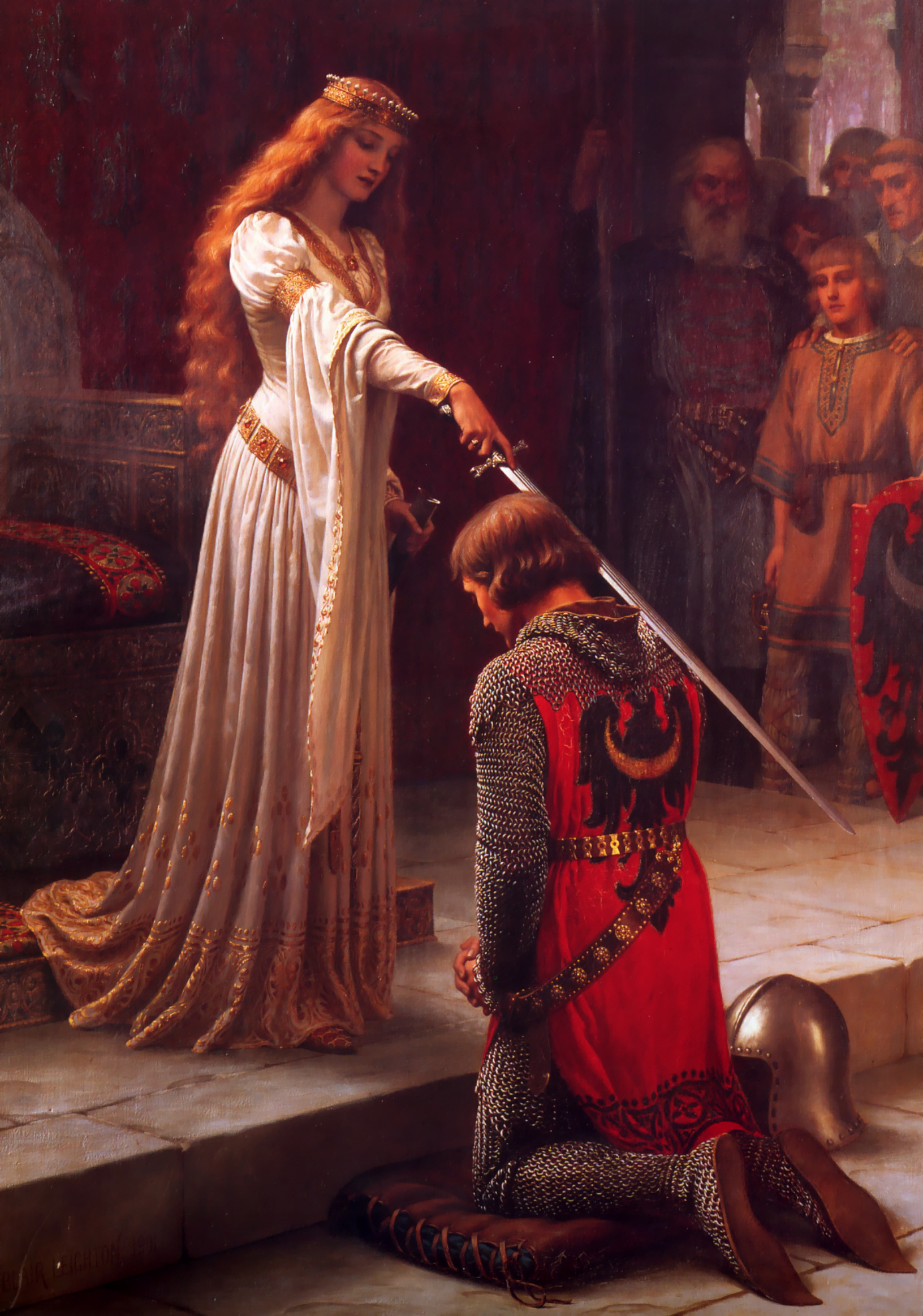
騎士号授与（1901年）
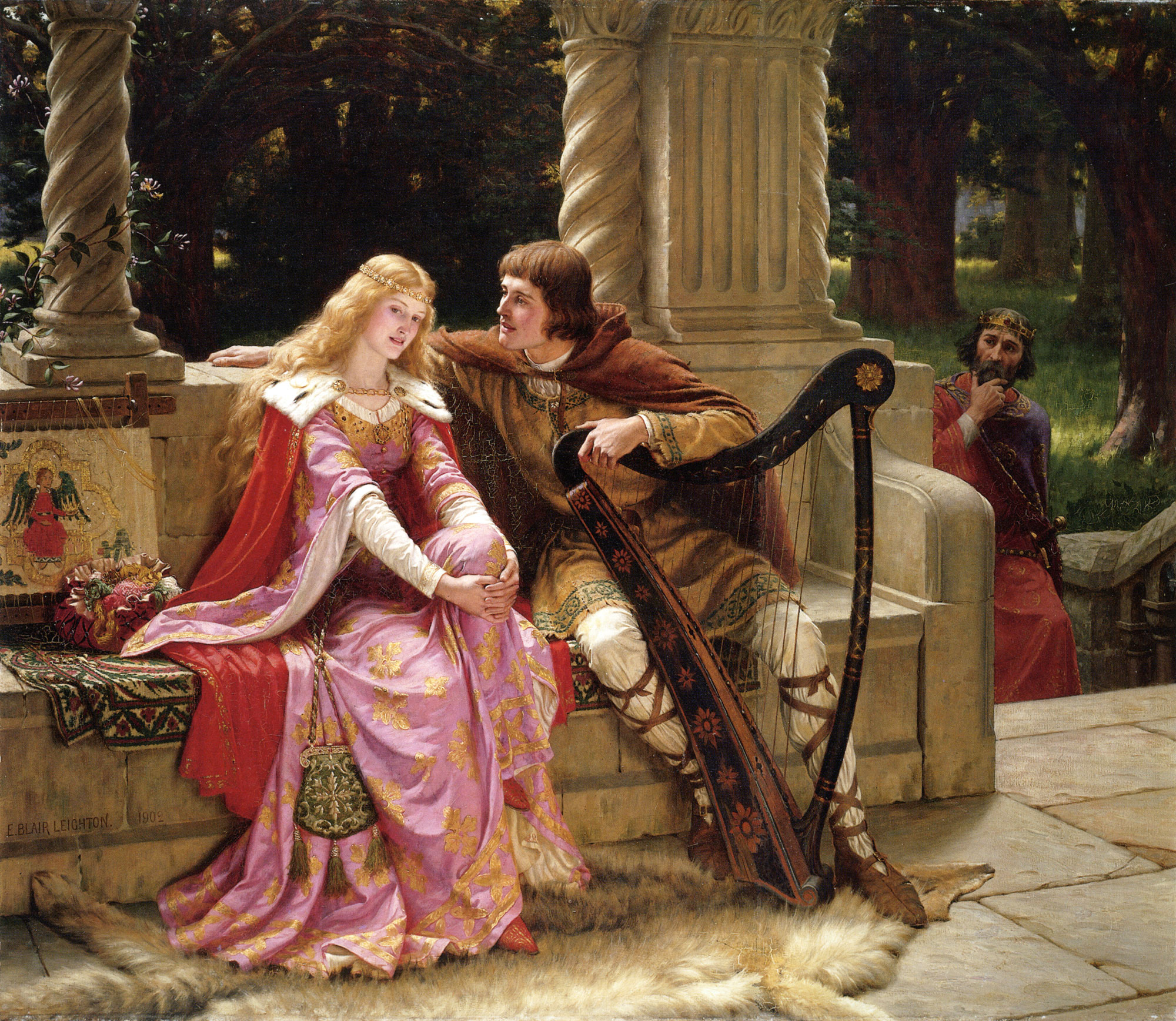
トリスタンとイゾルデ（1902年）
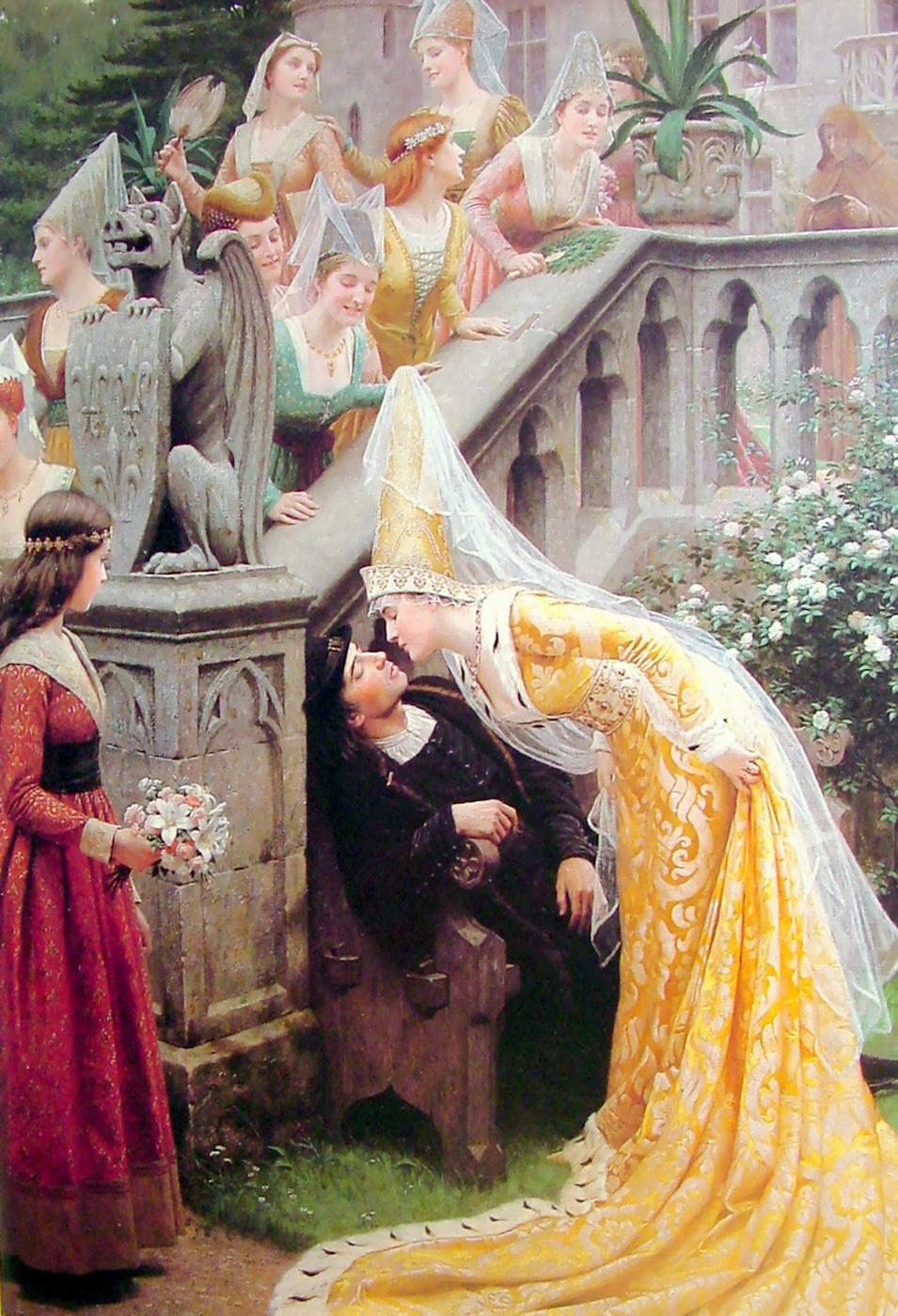
アラン・シャルティエ（1903年）